# Полярний кліматичний пояс

Території з полярним кліматом за класифікацією Кеппена.
ET (клімат тундри)
EF (клімат постійного морозу)

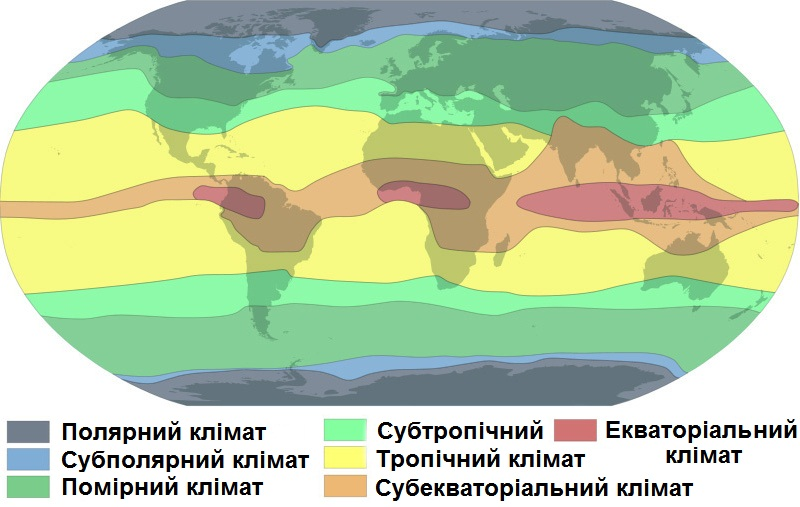
Кліматичні пояси Землі за класифікацією Алісова Б. П.

Поля́рний клі́мат — кліматичний пояс полярних областей Землі, клімат постійного морозу з температурами майже завжди нижче 0°С. Межу поясів (арктичного й антарктичного) проводять уздовж ізотерми +5 °C найтеплішого місяця.

## Загальний опис
Полярний клімат поширений вище 70° широти на північній півкулі (арктичний клімат) та 65° широти південної (антарктичний клімат). Цілий рік тут панує полярне повітря. Декілька місяців на рік буває полярна ніч та полярний день. Через малий кут падіння сонячних променів та велике альбедо поверхні вкритої снігом та кригою, що не тануть цілий рік, повітря досить сильно охолоджене й не прогрівається вище 0°С навіть влітку — це зона вічних морозів —20…-40°С. Полюс холоду −89,2°С знаходиться в Антарктиді на російській дослідницькій станції Восток. Увесь рік над полюсами панують області високого тиску: вітри слабкі (східного напрямку), хмарність майже відсутня. Атмосферних опадів випадає менше 100 мм на рік — полярні пустелі. Повітря насичене крихітними крижинками, продуктами сублімації вологи із сухого полярного повітря. Влітку можлива тривала мжичка.

## Біота
Ландшафти антарктичних пустель зони, дуже холодні океанічні поверхневі води, багато плавучої криги. Рослинність представлена мохами й лишайниками.